# Vive le communisme
Pour les articles homonymes, voir VLC.
Vive le communisme (VLC) est un groupe maoïste apparu en octobre 1968 à l'université de Nanterre. Il est fondé par des dissidents de l'Union des jeunesses communistes marxistes-léninistes (UJC (ml)) et du Parti communiste marxiste-léniniste de France (PCMLF), 
Lors de l'élection présidentielle de 1969, Vive le communisme appelle à voter pour le candidat de la Ligue communiste révolutionnaire, Alain Krivine.
En juillet 1969, VLC change de nom et devient Vive la révolution (VLR).